# ローランド (ミサイル)
ローランド（Roland）は、フランスのアエロスパシアル社と西ドイツのメッサーシュミット・ベルコウ・ブローム（MBB）社が共同開発した短距離防空ミサイル・システム。

## 来歴
ローランドにつながる研究開発は、1962年より、フランスのノール・アビアシオン社ではSABA計画のもとで、また西ドイツのベルコウ社ではP-250計画のもとで、それぞれ着手された。その後18か月のうちに、システムの中核部分の開発は、アエロスパシアル（ノール・アビアシオンの後身）とメッサーシュミット・ベルコウ・ブローム（ベルコウの後身）による共同計画となったが、この共同開発の枠組みは、後にユーロミサイル・コンソーシアムへと発展していった。
不活性弾頭弾（イナート弾）による弾道試験の後、1968年6月に最初の誘導発射が行われ、弾頭は搭載されなかったものの、CT.20標的ドローンに直撃弾を命中させた。1972年には、フランスは昼間用モデルであるローランドIを受領する準備を整えており、1973年にはフランス陸軍で初期作戦能力を達成、1976年初頭には最初の量産型ローランドを受領した。一方、西ドイツは昼間用モデルの調達を見送って、全天候型モデルであるローランドIIに絞り込んでおり、1978年、牽引式のボフォース 70口径40mm機関砲の後継として、最初の射撃試験用装置を受領した。ドイツ陸軍が作戦用ユニットの引き渡しを受けたのは、公式には1981年6月のことだったが、実際には、1980年にはレンツブルクにある陸軍防空学校に配備されていた。
1982年12月、ユーロミサイルはスーパーローランド計画について発表し、1988年、西ドイツの連邦国防省とフランスの軍事省は、これをローランドIIIとして導入することを合意した。

## 設計
ローランドII SAMシステムは、高度10 - 5,500メートルをマッハ1.2以下で飛行する航空機に対し、距離500 - 6,300メートルで交戦するものとして設計された。

### ミサイル本体
ミサイルの誘導方式は目視線指令誘導（CLOS）であり、指令信号はマイクロ波による無線通信によって送信される。
推進装置は固体燃料ロケットモーターで、サスティナーとブースターの2段式である。いずれもSNPE社製で、ロケットエンジンの推進剤としてはダブルベース火薬が用いられており、グレイン形状は星形内面燃焼方式である。ブースターはルーベー（Roubaix）と称され、推進剤の重量は14.5 kg (32 lb)、定格推力は16.75 kN（3,722.2ポンド）、燃焼時間は1.7秒で、ミサイルを500メートル毎秒まで加速する。一方、サスティナーはランパイヤ（Lampyre）と称され、推進剤の重量は15.2kg（33ポンド）、定格推力は19.9kN（4,422.2ポンド）、燃焼時間は13秒であり、ミサイルの巡航速度はマッハ1.6である。サスティナーの噴射口には推力偏向ベーンが付されている。なおローランドIIIでは新しいサスティナーが導入されており、速度はマッハ1.8に向上している。
ローランドIIの弾頭は重量6.5 kgの成形炸薬弾で、炸薬重量は3.3 kg、65個の破片を生成し、危害半径は約6 mである。一方、ローランドIIIの弾頭重量は9.1 kg（20.02ポンド）で、より強力なオクトライト爆薬を搭載しており、破片の生成数も84個に増している。信管は着発信管のほか、連続波レーダーによる近接信管がある。低高度での要撃の場合、地形による起爆を避けるために近接信管を解除することもでき、この場合は着発信管によって起爆される。
| ミサイル | ローランドI | ローランドII | ローランドIII |
| -------- | ----------- | ------------ | ------------- |
| 全長     | 240 cm      | 240 cm       | 240 cm        |
| 直径     | 16 cm       | 16 cm        | 16 cm         |
| 翼幅     | 50 cm       | 50 cm        | 50 cm         |
| 重量     | 66.5 kg     | 67.8 kg      | 75 kg         |
| 弾頭重量 | 6.5 kg      | 6.5 kg       | 9.1 kg        |
| 射程     | 6 km        | 7 km         | 8 km          |
| 射高     | 4,500 m     | 6,000 m      | 6,000 m       |
| 速度     | マッハ1.6   | マッハ1.6    | マッハ1.8     |

### システム構成
ローランドは1両の車両にミサイル発射機と射撃統制システムを搭載して、自己完結したシステムとしている。ドイツ陸軍ではマルダー1歩兵戦闘車、フランス陸軍ではAMX-30主力戦車をベースとしているが、地上に設置して使用することもできる。
砲塔の両側にアームが設置されて、ミサイルランチャーを兼ねたコンテナが装填される。またそれぞれ4発を装填できるリボルバー式の弾倉が配置されている。砲塔の上方にはMPDR-16捕捉レーダーのアンテナが設置され、60 rpmで回転する。動作周波数はSバンド、レーダー反射断面積（RCS）1平方メートル・速度50 - 450メートル毎秒の目標を距離1.5 - 16.5 kmで探知できる。一方、目標の追尾には、昼間用のローランドIでは光学機器を用いていたが、全天候型のローランドIIは、砲塔前面に設置したドミノ30モノパルス・レーダーによって目標を追尾する。
AEGでは、発射機とは別体の射撃統制・調整システムとしてFGR（Flugabwehr Gefechtsstand Roland）を開発しており、1988年2月には初のシステムが納入された。これはLバンドのTRM-Lレーダーを備え、RCS 1平方メートルの目標を最大60 km、電子攻撃やクラッターの影響下でも46 kmの距離で探知できる。またドイツ陸軍では、ローランドやゲパルト自走対空砲の戦闘を統制するため、陸軍防空偵察戦闘指揮システム（HFlaAFüSys）と連接して運用している。またフランス陸軍では、ローランド短SAMシステムを援護するため、20mm機関砲を搭載したVAB装甲車とともに運用することが多い。

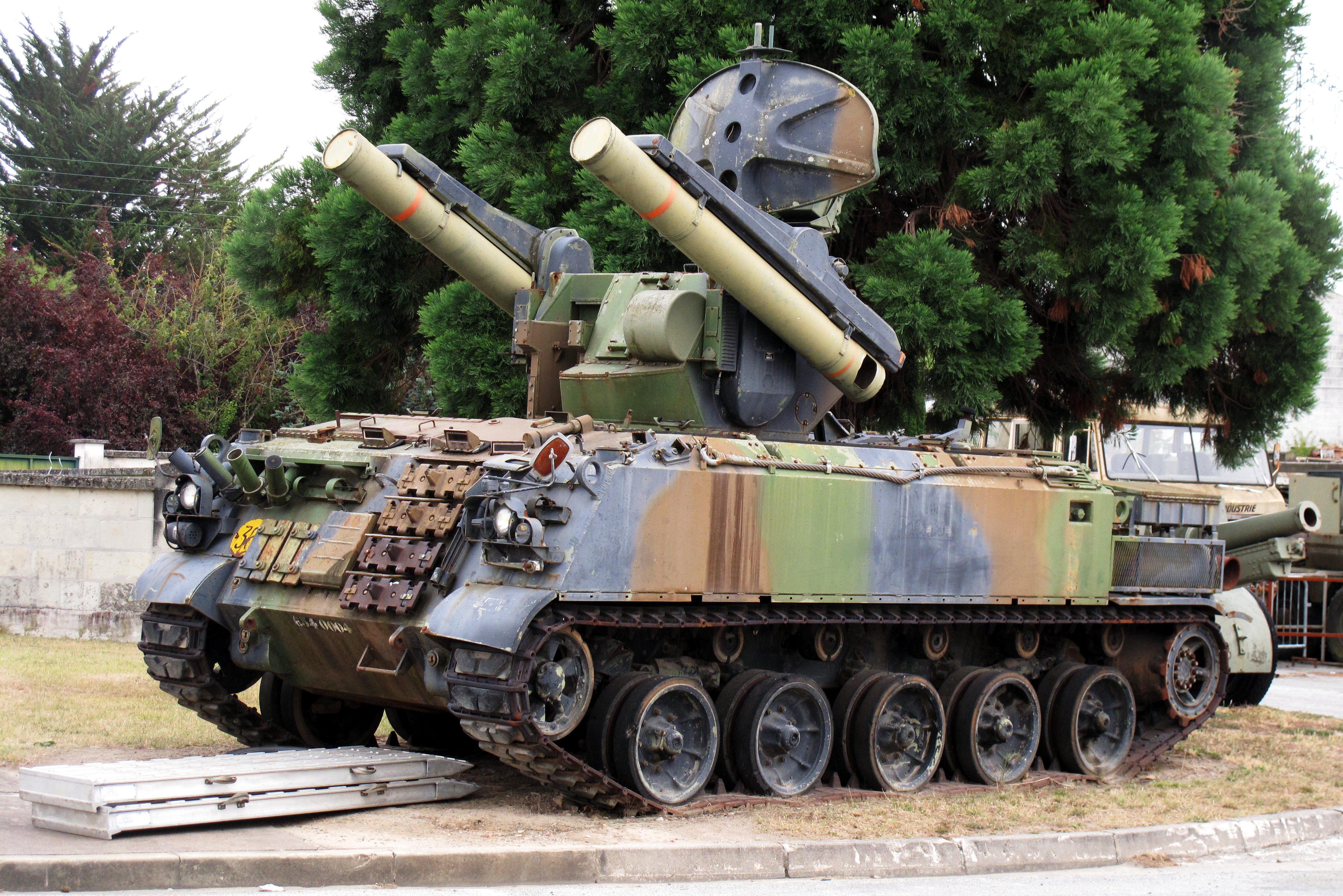
AMX-30の車体に搭載されたローランド（Französischer AMX-30-ROLAND）
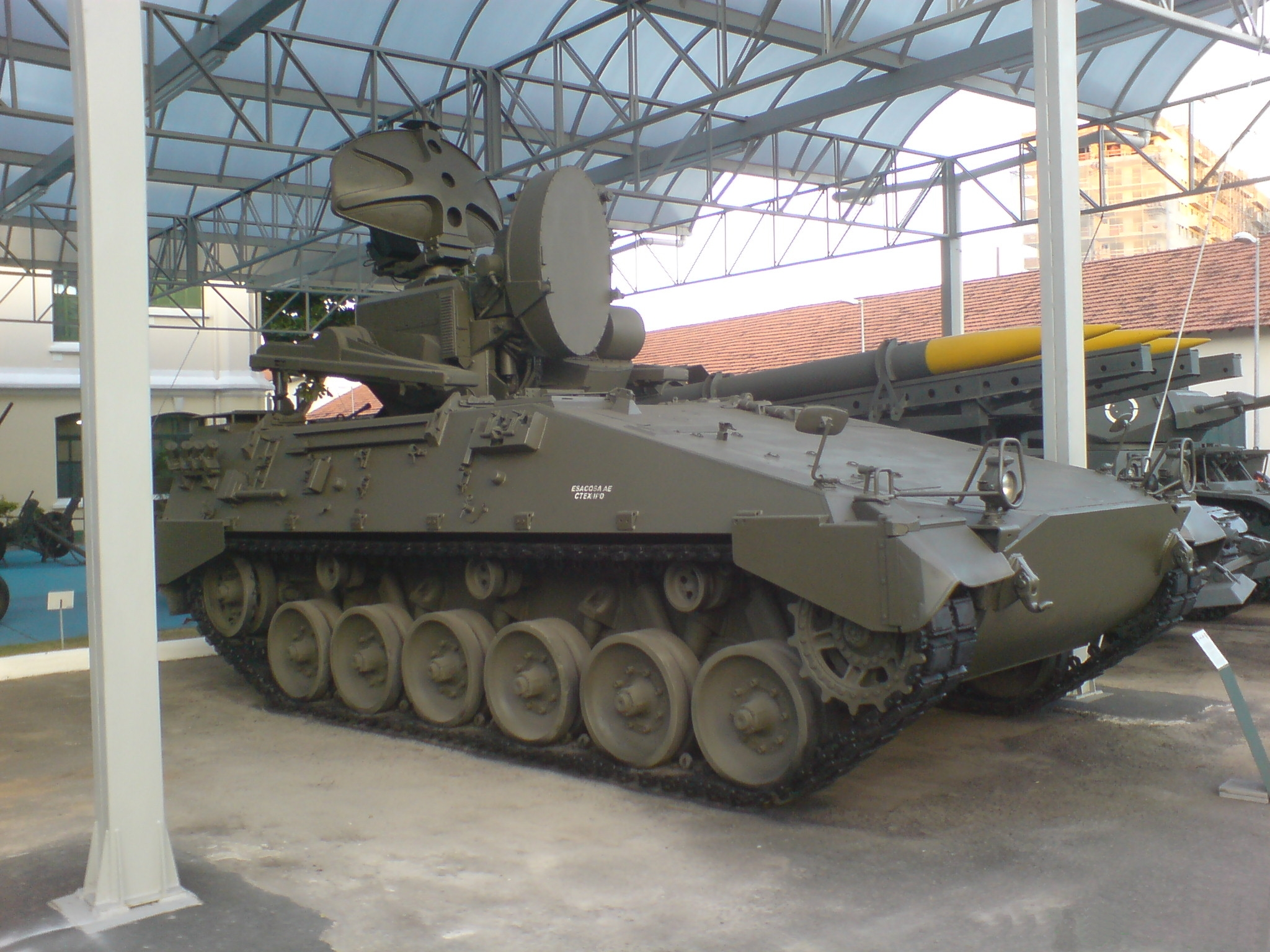
マルダー歩兵戦闘車の車体に搭載されたローランド（FlaRakPz Roland） （ブラジル軍の装備していた車両）
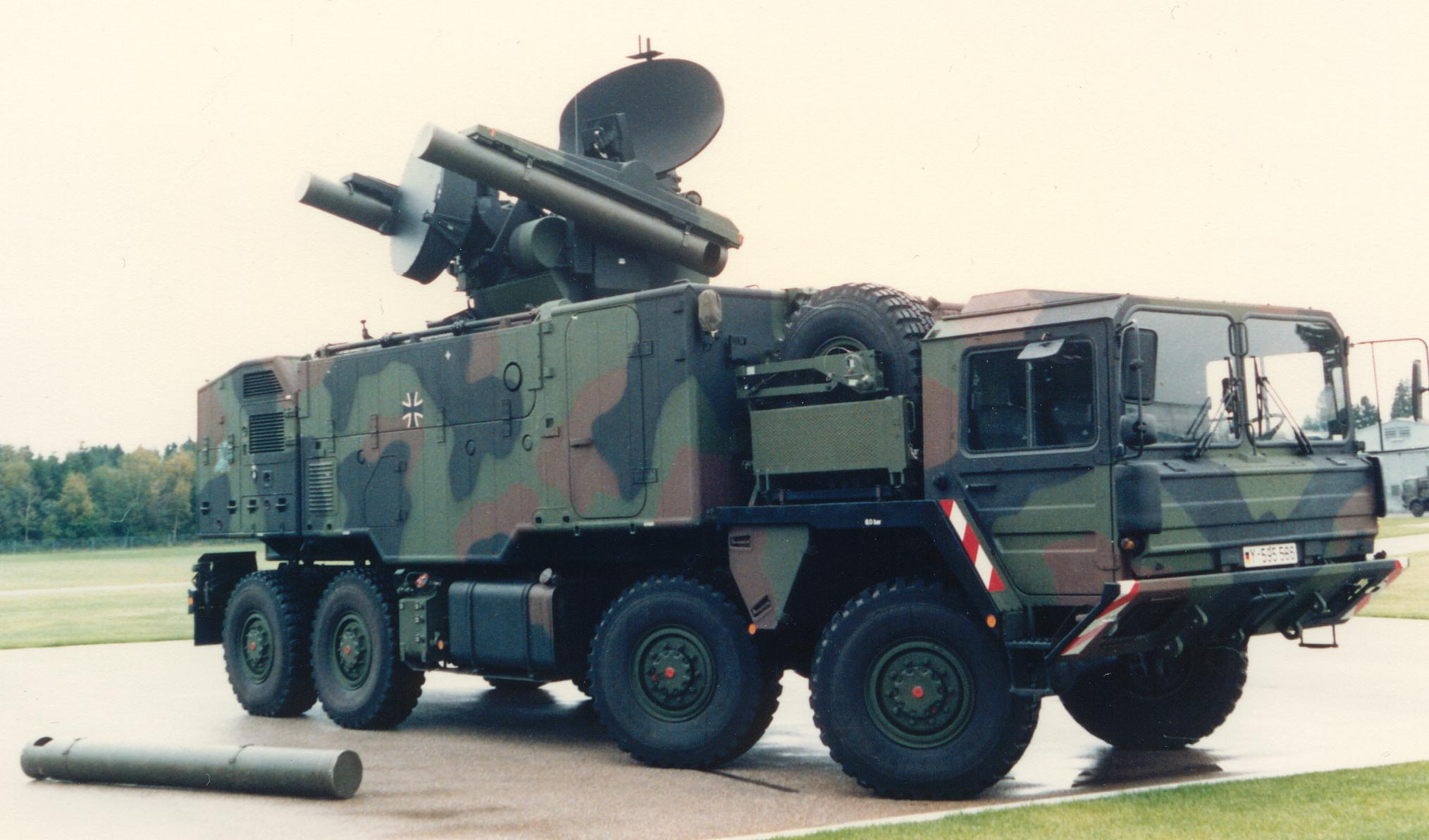
ドイツ陸軍のMAN 8x8搭載自走発射機（FlaRakRad Roland）
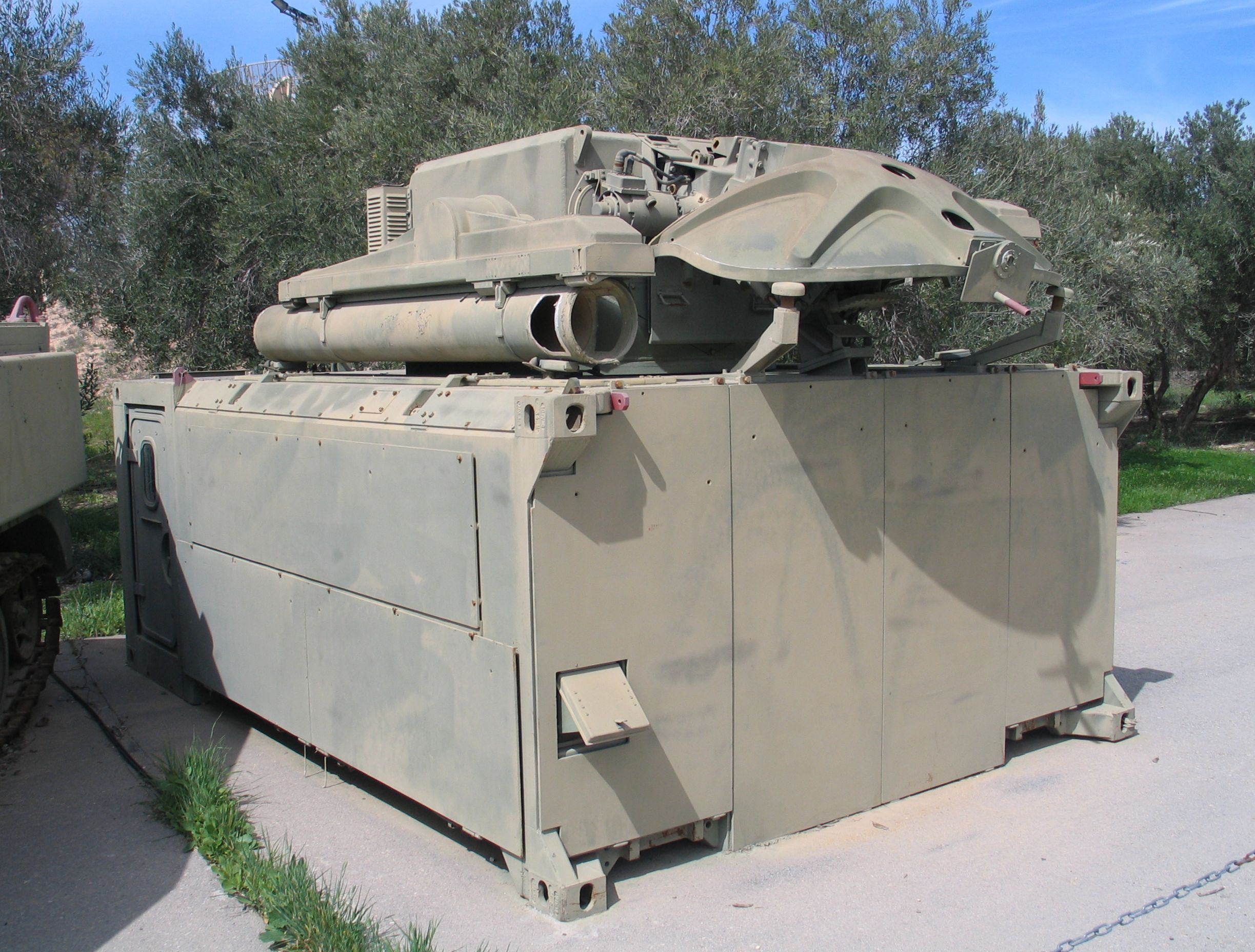
地上設置型"CAROL"
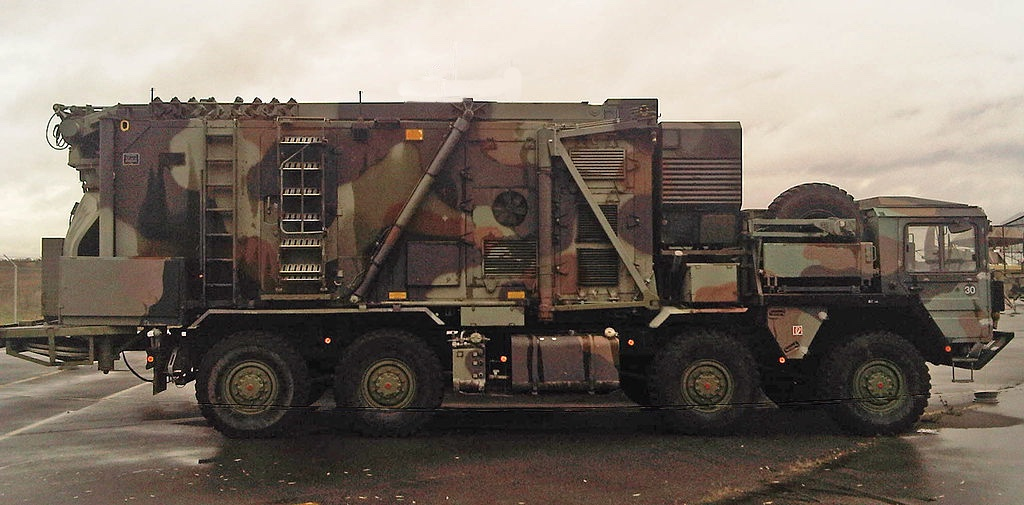
ローランドFGR （レーダーアンテナマスト収納状態）
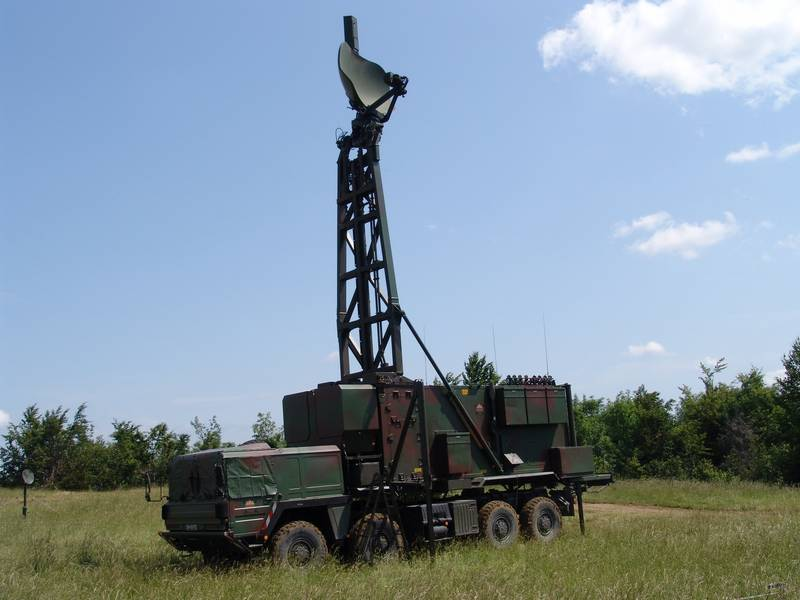
ローランドFGR （レーダーアンテナマスト展開状態）

## 運用史
1988年後半までに、ローランド・システムの受注総数は644基、10カ国（NATO加盟国4カ国を含む）に販売されたミサイルは25,600発を超え、そのうち23,897発が生産された。その後、1998年度末までに、ミサイルの総生産数は約28,930発に増加していた。

### 採用国一覧
- アルゼンチン
- ブラジル
- フランス
- ドイツ

- イラク
- ナイジェリア
- カタール
- スロベニア

- スペイン
- アメリカ合衆国
- ベネズエラ

### アメリカ陸軍での運用
1975年、アメリカ陸軍はローランドIIの調達を決定し、1976年6月にはヒューズ・エアクラフトとボーイング・エアロスペース・コーポレーションでの共同生産契約が発注された。これはアメリカが海外の主要兵器システムの購入・ライセンス生産に同意した最初の例であり、アメリカ軍での名称はMIM-115となった。当初はM109自走砲の車体から派生したXM975に搭載して運用する計画だったが、1983年に計画は変更され、標準的なM812A1 6×6トラックに搭載されることになった。この決定により、同システムはC-141輸送機などで空輸できるようになった。低率生産は1979年より開始されたが、計画は1981年に中断され、1個大隊分の機材が生産されるに留まった。これらの機材は、緊急展開統合任務部隊 (RDJTF) に配属された陸軍州兵部隊に配備された。
ユーロミサイルとヒューズ・エアクラフトは、ローランドをM1戦車と組み合わせた自走短SAMを「パラディン」としてアメリカ陸軍のFAADS-LOS-FH（Forward Area Air Defense System Light-of-Sight Forward-Heavy）計画に提案した。しかし1987年12月、エリコン社とマーティン・マリエッタ社が開発したADATSの採用が発表され、ローランドは落選した。MIM-115を装備していたニューメキシコ陸軍州兵の第5/200防空大隊でも、1988年12月に運用を終了した。

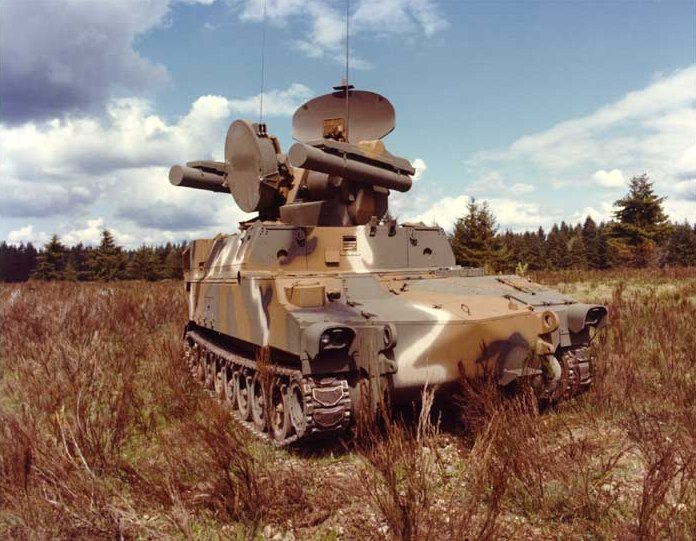
XM975 US ローランド
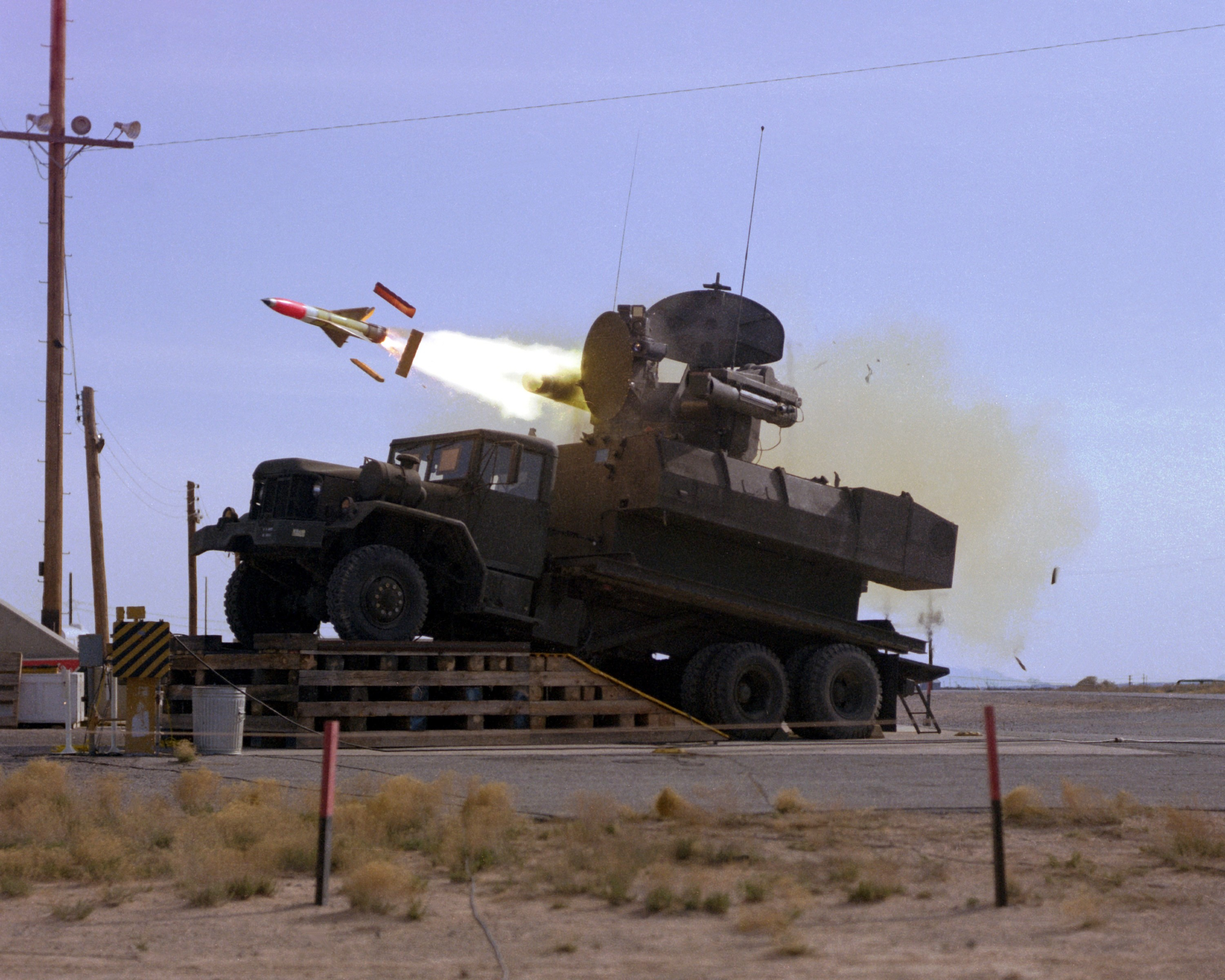
M812に搭載されたUS ローランド

## 登場作品
『FUTURE WAR 198X年』
マルダー歩兵戦闘車に搭載されたモデルが登場する。